# Tindola
De tindola (Coccinia grandis) of papasan is een plant uit de komkommerfamilie (Cucurbitaceae). De plant heeft lange, dunne stengels en grote, drielobbige bladeren. De witte bloemen groeien solitair in de bladoksels.
De ellipsvormige vrucht is 3-6 cm lang. De kleur van de gladde schil verandert tijdens het rijpingsproces van groen via oranje in felrood. De vrucht kan gegeten worden als een komkommer, worden gekookt of gestoofd. Ook kunnen de bladeren en de stengels worden gegeten.
De plant komt oorspronkelijk uit Zuidoost-Azië en wordt daarbuiten ook in Afrika geteeld.